# The Rise of Brutality
The Rise of Brutality è il terzo album degli Hatebreed, uscito nel 2003 sotto l'etichetta Universal.

## Tracce
1. Tear It Down – 1:47
2. Straight to Your Face – 2:17
3. Facing What Consumes You – 3:29
4. Live for This – 2:50
5. Doomsayer – 3:23
6. Another Day, Another Vendetta – 3:04
7. A Lesson Lived Is a Lesson Learned – 2:03
8. Beholder of Justice – 2:44
9. This Is Now – 3:36
10. Voice of Contention – 2:27
11. Choose or Be Chosen – 1:39
12. Confide in No One – 2:38
13. Bound To Violence (UK Bonus Track) – 2:23

## Formazione
- Jamey Jasta - voce
- Sean Martin - chitarra
- Chris Beattie - basso
- Matt Byrne - batteria